# Opski Ugri
Opski Ugri manja su grana ugarskih naroda nastanjena na sibirskoj strani Urala u području rijeke Ob i njezinih pritoka. Jedini predstavnici ove skupine su Hanti ili Ostjaci i Mansi ili Voguli.  Područje što ga naseljavaju Ostjaci prostire se uz istočnu stranu Urala, prekriveno je brojnim močvarama, jezerima i ispresijecano rijekama, te dobro pošumljeno. Tijekom Brončanog i Ranog željeznog doba šumovite stepe naseljavali su nomadski uzgajivači konja, to su rana ugarska plemena, od kojih se u 9 stoljeću jedan dio odvojio i prodro u Europu i utemeljio mađarsku naciju. 
One što danas poznajemo kao Ostjake i Vogule nastavili su živjeti u svojoj pradomovini, danas Hantijsko-mansijski autonomni okrug, s glavnim gradskim središtem u Hanti-Mansijsku.